# La colomba di carta
La colomba di carta è l'ottavo album del cantante italiano Nicola Di Bari, pubblicato su 33 giri dalla RCA Italiana (catalogo CLN 25068) nel 1974.

## Tracce
Lato A
1. La colomba di carta (Danny B. Besquet, Piero De Benedetti, Romolo Forlai)
2. Piccola donna   (Nicola Di Bari, Romolo Forlai, Gian Franco Reverberi)
3. Una qualunque  (Nicola Di Bari, Romolo Forlai, Claudio Ghiglino, Gian Franco Reverberi)
4. Poi... ci sei tu (Piero Aloise, Romolo Forlai, Luigi Lopez)
5. Il matto del villaggio   (Claudio Mattone, Franco Migliacci, Piero Pintucci)

Lato B
1. Io e te Maria   (Piero Ciampi, Gianni Marchetti)
2. Quattro pareti   (Nicola Di Bari, Romolo Forlai, Claudio Ghiglino, Gian Franco Reverberi)
3. Questo amore assurdo (Dino Cabano, Nicola Di Bari, Romolo Forlai, Gian Franco Reverberi)
4. Il mio amico cane  (Nicola Di Bari, Romolo Forlai, Gian Franco Reverberi)
5. Il tempo di un bacio  (Nicola Di Bari, Romolo Forlai, Gian Franco Reverberi)